# 21-я пехотная дивизия (вермахт)
21-я пехотная дивизия (нем. 21. Infanterie-Division) — тактическое соединение сухопутных войск вооружённых сил нацистской Германии периода Второй мировой войны. Она была сформирована в 1934 году как стандартная пехотная дивизия и принадлежала к первой волне мобилизации. Она приняла участие в польской кампании 1939 года, французской кампании 1940 года и войне на Восточном фронте. Большую часть войны провела осаждая Ленинград (1941—1944). С октября 1944 года сражалась в Восточной Пруссии, закончив свой боевой путь в апреле 1945 года обороной порта Пиллау.
Количество награждений Рыцарским крестом в дивизии к концу войны составило 49, в том числе пять награждений Дубовыми листьями к Рыцарскому кресту.

## Формирование
Дивизия была сформирована в 1934 году в Эльбинге на основе 3-го пехотного полка 1-й пехотной дивизии рейхсвера. Первоначально в целях дезинформации штаб дивизии носил название «военное управление Эльбинга», затем «комендант Эльбинга». Когда в октябре 1935 года официально было объявлено о создании вермахта, дивизия получила порядковый номер 21 и была подчинена командованию 1-го корпусного округа. В состав дивизии вошли 3-й, 24-й и 45-й пехотные полки. Эмблемой дивизии служило изображение рыцаря со щитом, на котором был изображён герб Тевтонского ордена, что должно было напоминать о прошлом Эльбинга, являвшейся одной из крепостей ордена.

## Боевой путь
Во время подготовки к боевым действиям против Чехословакии во время Судетского кризиса 1938 года 21-я дивизия в составе 1-го армейского корпуса осталась в Восточной Пруссии в распоряжении командования 3-й армии, имевшей целью охрану восточной границы Германии. В 1939 года дивизия в составе 21-го армейского корпуса участвовала во вторжении в Польшу, в частности, в боях за млавскую позицию и в осаде Варшавы. В ноябре 1939 года дивизия была переброшена на Западный фронт. В ходе французской кампании 1940 года дивизия приняла участие в боях в составе 13-го и 38-го армейских корпусов 12-й армии. В сентябре 1940 года дивизия была переброшена в Восточную Пруссию, войдя в подчинение «родного» 1-го армейского корпуса. В его составе она приняла участие во вторжении в Советский Союз. В августе дивизия участвовала в прорыве Лужского рубежа с плацдарма в районе Шимска.

В первом эшелоне I армейского корпуса наступали 11-я и 21-я пехотные дивизии, которые уже 10 августа прорвали первые две позиции советских войск. На следующий день был захвачен Шимск. 12 августа к расширяющемуся наступлению присоединились 126-я и 96-я пехотные дивизии. Завершился прорыв обороны 48-й армии на новгородском направлении 13 августа. Решающую роль в этот день сыграл тот факт, что в руки немцев попал подробный план обороны 128-й стрелковой дивизии. На нём были обозначены минные поля, основные узлы сопротивления и распределение сил между различными участками обороны. В соответствии с этим командиры 11-й и 21-й дивизий ввели своих сапёров для ликвидации обширных минных полей, за сапёрами следовали авангарды наступающих полков. Для уничтожения дотов использовались 88-мм зенитки. 14 августа 21-я пехотная дивизия вышла к шоссейной дороге Новгород — Луга, а 11-я пехотная дивизия — к железной дороге на том же направлении. Сапёрный батальон 11-й дивизии взорвал мост на этой дороге. Советские войска на Лужском рубеже постепенно утрачивали ниточки коммуникаций, которые связывали их с тылом. Утром 15 августа немцами была предпринята попытка с ходу овладеть Новгородом, но она потерпела неудачу. На Новгород обрушились пикировщики VIII авиакорпуса. … В вечерние часы 21-я пехотная дивизия просочилась в город, и утром 16 августа над новгородским кремлём развевался немецкий флаг. Однако сражение за город на этом не закончилось. Полк 21-й пехотной дивизии и 424-й полк 126-й пехотной дивизии остались совместно с VIII авиакорпусом штурмовать город, а остальные полки 21-й дивизии и 11-я пехотная дивизия начали наступление на Чудово… Немецким войскам приходилось отбивать советские контратаки с применением танков, в ходе одной из которых 18 августа 3-й пехотный полк 21-й пехотной дивизии был полностью окружён. Однако мощная поддержка с воздуха в конечном итоге обеспечила немцам успех в боях за Новгород. Пока шли бои за Новгород, I армейский корпус продвигался к Чудово. 11-я пехотная дивизия заняла оборону на Волхове с целью защиты правого фланга корпуса, а боевая группа 21-й пехотной дивизии 20 августа захватила Чудово, перерезав Октябрьскую железную дорогу.

Следующие насколько лет участвовала в блокаде Ленинграда, с прорывом которой в конце 1944 года откатилась в Восточную Пруссию, где вошла в состав 3-й танковой армии в районе Тильзита. Впрочем вскоре 21-я пехотная дивизия была передана в подчинение 4-й армии и задействована в районе Инстербурга перед началом Восточно-Прусской операции. Вместе с другими частями 4-й армии она была окружена в Хайлигенбайльском котле и разгромлена в последние недели войны. Остатки дивизии были эвакуированы через Калининградский залив в Пиллау и Самбию, где были окончательно рассеяны наступающими советскими частями. Некоторым группам удалось бежать через Калининградский залив в Хель и дальше по морю в Шлезвиг-Гольштейн.

## Организация
|  | 1939 г. - 3-й пехотный полк (Infanterie-Regiment 3) - 24-й пехотный полк (Infanterie-Regiment 24) - 45-й пехотный полк (Infanterie-Regiment 45) - 21-й артиллерийский полк (Artillerie-Regiment 21) - 1-й дивизион 57-го тяжёлого артиллерийского полка - до декабря 1939 года — 21-й батальон АИР - 21-й дивизион ПТО - 21-й разведывательный батальон (Aufklärungs-Abteilung 21) - 21-й батальон связи (Nachrichten-Abteilung 21) - 21-й сапёрный батальон (Pionier-Bataillon 21) - 21-й запасной батальон - войска подчинявшиеся командиру снабжения 21-й пехотной дивизии (Nachschubführer 21) |  | 1942 г. - 3-й пехотный полк - 24-й пехотный полк - 45-й пехотный полк - 21-й артиллерийский полк - 21-й батальон самокатчиков - 21-й сапёрный батальон - 21-й противотанковый артиллерийский дивизион - 21-й батальон связи |  | 1944-45 гг. - 3-й пехотный полк - 24-й пехотный полк - 45-й пехотный полк - 21-й артиллерийский полк - 21-й стрелковый батальон - 21-й сапёрный батальон - 21-й противотанковый дивизион (Panzerjäger-Abteilung 21) - 21-й батальон связи - 21-й запасной батальон |

## Командиры
- генерал-лейтенант Альберт Водриг, с 15 октября 1935 г.
- генерал-лейтенант Куно-Ганс фон Бот, с 10 ноября 1938 г.
- генерал пехоты Отто Шпонхаймер, с 26 октября 1939 г.
- генерал пехоты Герхард Матцки, с 10 января 1943 г.
- генерал-майор Хуберт Ламей, с 1 ноября 1943 г., временно исполняющий обязанности
- генерал пехоты Герхард Матцки, с 1 декабря 1943 г.
- генерал-лейтенант Франц Зенсфусс, с 1 марта 1944 г.
- генерал пехоты Хайнрих Гёц, с 22 августа 1944 г.
- генерал-майор Карл Кёц, с 1 апреля 1945 г.

## Награждённые Рыцарским крестом Железного креста

### Рыцарский Крест Железного креста (44)
- Отто Шпонхаймер, 08.08.1941 – генерал-лейтенант, командир 21-й пехотной дивизии
- Конрад-Оскар Хайнрихс, 13.09.1941 – полковник, командир 24-го пехотного полка
- Вернер Паульс, 23.11.1941 – обер-лейтенант резерва, командир 9-й роты 45-го пехотного полка
- Герберт Энгбрехт, 23.11.1941 – капитан, командир 3-го батальона 3-го пехотного полка
- Альфред Херманн, 24.09.1942 – полковник, командир 3-го пехотного полка
- Антон Дике, 21.02.1943 – обер-ефрейтор, командир отделения 5-й роты 3-го пехотного полка
- Вольфганг фон Малотки, 07.03.1943 – обер-лейтенант резерва, командир 3-й роты 45-го пехотного полка
- Готтхард Куммер, 11.03.1943 – фельдфебель, командир взвода 1-й роты 45-го пехотного полка
- Герберт Швендер, 11.03.1943 – майор, командир 3-го пехотного полка
- Эмиль Шарайна, 10.05.1943 – фельдфебель, командир взвода 8-й (пулемётной) роты 24-го пехотного полка
- Карл Арнинг, 11.10.1943 – полковник, командир 24-го пехотного полка
- Хайнц Мотес, 18.10.1943 – капитан, командир 1-го батальона 3-го пехотного полка
- Фриц Лемке, 16.02.1944 – капитан, командир 2-го батальона 3-го пехотного полка
- Карл Заватцки, 23.02.1944 – фельдфебель, командир взвода 14-й (противотанковой) роты 3-го пехотного полка
- Хельмут Швилль, 17.03.1944 – капитан, командир 1-го батальона 45-го пехотного полка
- Карл-Хайнц Кнолльманн, 21.03.1944 – лейтенант резерва, командир роты 45-го пехотного полка
- Герхард Матцки, 05.04.1944 – генерал-лейтенант, командир 21-й пехотной дивизии
- Курт Хильгендорф, 05.04.1944 – оберстлейтенант, командир 3-го пехотного полка
- Оскар Мархель, 15.04.1944 – унтер-офицер, командир взвода 3-й роты 45-го пехотного полка
- Эрнст Кучкау, 16.04.1944 – обер-фельдфебель, командир 6-й роты 3-го пехотного полка
- Карл Радермахер, 04.05.1944 – ефрейтор, командир миномётного отделения 6-й роты 45-го пехотного полка
- Давид Калькгрубер, 19.08.1944 – унтер-офицер, командир отделения 5-й роты 3-го пехотного полка
- Вальдемар Леманн, 19.08.1944 – капитан, командир 2-го батальона 3-го пехотного полка
- Герман Фёрч, 27.08.1944 – генерал-лейтенант, командир 21-й пехотной дивизии
- Вильгельм Мозер, 05.09.1944 – обер-ефрейтор, командир отделения 3-й роты 24-го пехотного полка
- Отто Заватцки, 10.09.1944 – обер-фельдфебель, командир взвода 3-й роты 21-го сапёрного батальона
- Хенниг-Тиле фон Кальм, 17.09.1944 – майор, заместитель командира 24-го пехотного полка
- Клаус фон Курзелль, 17.10.1944 – капитан резерва, командир 2-го батальона 3-го пехотного полка
- Зигфрид Шапер, 20.10.1944 – майор, командир 3-го пехотного полка
- Вильгельм Моравиц, 05.11.1944 – обер-фельдфебель, командир взвода 13-й роты 3-го пехотного полка
- Ганс-Иоахим Каппис, 18.02.1945 – обер-лейтенант резерва, заместитель командира 1-го батальона 45-го пехотного полка
- Эрих Рудник, 18.02.1945 – лейтенант, командир сапёрного взвода 45-го пехотного полка
- Вильгельм Бойттель, 05.03.1945 – майор резерва, командир 2-го батальона 45-го пехотного полка
- Вильгельм Гайссер, 17.03.1945 – лейтенант резерва, командир 1-й роты 3-го пехотного полка
- Аугуст Демпке, 17.03.1945 – обер-фельдфебель, командир группы связных 2-й роты 24-го пехотного полка
- Отто Иваннек, 17.03.1945 – обер-ефрейтор, связной 2-й роты 45-го пехотного полка
- Йозеф Нойхирль, 17.03.1945 – унтер-офицер, командир отделения 8-й роты 3-го пехотного полка
- Дерффлингер фон Ройтер, 17.03.1945 – оберстлейтенант, командир 45-го пехотного полка
- Вольфганг Хенгер, 17.03.1945 – полковник, командир 21-го артиллерийского полка
- Йозеф Вайсс, 23.03.1945 – обер-ефрейтор, связной 1-й роты 24-го пехотного полка
- Йозеф-Хуберт Адриан, 28.03.1945 – обер-фельдфебель, командир 6-й роты 24-го пехотного полка
- Хельмут Крёг, 28.03.1945 – обер-лейтенант, командир 2-го батальона 45-го пехотного полка
- Вильгельм Фишер, 28.03.1945 – лейтенант, командир 3-й роты 24-го пехотного полка
- Иоахим Шваниц, 09.05.1945 – капитан, командир 2-го батальона 3-го пехотного полка (награждение не подтверждено)

### Рыцарский Крест Железного креста с Дубовыми листьями (5)
- Герберт Швендер (№ 442), 06.04.1944 – полковник, командир 45-го пехотного полка
- Генрих Гётц (№ 765), 05.03.1945 – генерал-майор, командир 21-й пехотной дивизии
- Франц Рогальски (№ 775), 11.03.1945 – лейтенант резерва, адъютант 2-го батальона 45-го пехотного полка
- Эрнст Кучкау (№ 777), 11.03.1945 – обер-фельдфебель, командир 6-й роты 3-го пехотного полка
- Ганс-Иоахим Каппис (№ 849), 28.04.1945 – обер-лейтенант резерва, командир 2-го батальона 45-го пехотного полка